# Болеадорас

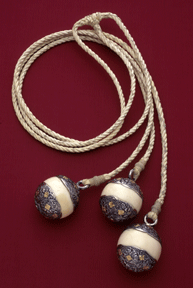
Болеадорас

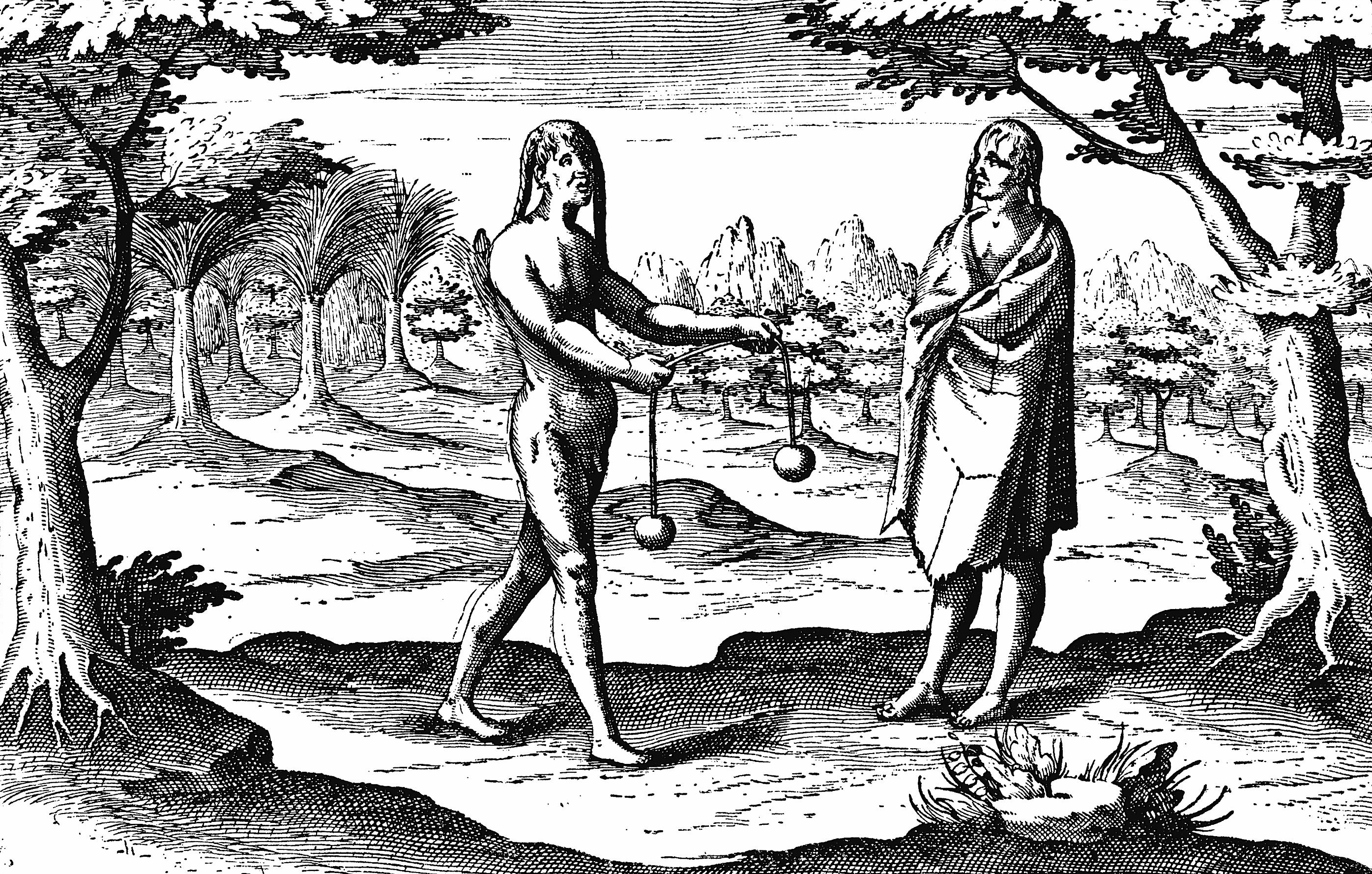
Ла-Плата (річка), індіанець (Америка) з болас. (Hendrick Ottsen, 1603)

Болеадорас, бола́с, бола́ (ісп. boleadoras, застаріла назва «болас») — у Аргентині та Чилі різновид ласо (аркана з кам'яними кульками на кінцях, який використовували під час полювання або ловів мисливці — болеадори.
Метальна зброя, яка складається з ременя або декількох ременів, до кінців яких прив'язані кам'яні кульки (0.15-0.2 кг), обтягнуті шкірою, костяні вантажки тощо.
Болас вперше побачили у бразильських індіанців. Це оригінальний розвиток ідеї метального каменя, який широко розповсюдився на планеті 20 тис. років тому, але до сьогодні майже ніде не зберігся. Індіанці використовували болеадорас для полювання на гуанако. Подібну зброю використовували також чукчі і коряки Північно-Східного Сибіру (для полювання на птахів), а також північноамериканські інуїти (ескімоси).
Болас не стільки вражають тварину, скільки захоплюють, заважаючи втікати, спутуючи ноги; ними можна звалити навіть коня. Дальність кидка близько 20 м.
Крім того, болас можуть бути використані у ближньому бою — саме у такій якості болас використовували мешканці Соломонових островів.
Зв'язавши між собою кульки картечі можна створювати особливі набої для рушниці.